# شانيل سيموندز
شانيل سيموندز (بالإنجليزية: Chanel Simmonds) مواليد 10 أغسطس 1992 في خاوتينغ، جنوب أفريقيا، هي لاعبة كرة مضرب جنوب أفريقية تلعب باليد اليسرى وتحتل حالياً المرتبة 321 (21 مارس 2016) في تصنيف رابطة محترفات كرة المضرب. أعلى تصنيف لها في الفردي كان 158. أعلى تصنيف لها في الزوجي كان 176.

## روابط خارجية
- شانيل سيموندز على موقع رابطة محترفات التنس (الإنجليزية)
- شانيل سيموندز على موقع الاتحاد الدولي لكرة المضرب (الإنجليزية)
- شانيل سيموندز على موقع كأس بيلي جين كينغ (الإنجليزية)
- شانيل سيموندز على موقع خلاصة التنس.كوم (الإنجليزية)
- شانيل سيموندز على موقع إي إس بي إن.كوم (الإنجليزية)